# Wereldbeker snowboarden
De wereldbeker snowboarden is een competitie voor snowboarders die sinds het seizoen 1994/1995 door de
FIS (Fédération Internationale de Ski) wordt georganiseerd.
Van 1995/1996 tot en met 2003/2004 was er zowel voor mannen als voor vrouwen een algemeen wereldbekerklassement, maar omdat de disciplines binnen het snowboarden erg uiteenlopend zijn besliste de FIS in 2004/2005 enkel nog een wereldbekerklassement per discipline op te maken. De parallelle slalom en de parallelle reuzenslalom telden wel nog mee voor een gezamenlijk wereldbekerklassement. Het seizoen erop werd de algemene wereldbeker weer ingevoerd.
De snowboardevenementen van de FIS hebben vaak te lijden onder de afwezigheid van grote namen in het snowboardcircuit. Dat is vooral te wijten aan de concurrentie met andere organisaties, zo was er tot 2002 de International Snowboarding Federation, die na 2002 werd vervangen door de Ticket to Ride World Snowboard Tour.
Deelname aan de FIS wereldbekers is wel nodig voor snowboarders die zich willen kwalificeren voor de Olympische Winterspelen.

## Onderdelen
|         | Big air  | Halfpipe | Parallelle reuzenslalom | Parallelle slalom  | Snowboard cross | Slopestyle | Reuzenslalom    | Slalom          |
| ------- | -------- | -------- | ----------------------- | ------------------ | --------------- | ---------- | --------------- | --------------- |
| Mannen  | 2001/02- | 1994/95- | 1994/95 + 1999/00-      | 1994/95 + 1999/01- | 1996/97-        | 2009/10-   | 1994/95-2001/02 | 1994/95-1998/99 |
| Vrouwen |          | 1994/95- | 1994/95 + 1999/00-      | 1994/95 + 1999/01- | 1996/97-        | 2009/10-   | 1994/95-2001/02 | 1994/95-1998/99 |

## Puntentelling
| Puntenverdeling                                             | Puntenverdeling | Puntenverdeling | Puntenverdeling | Puntenverdeling | Puntenverdeling | Puntenverdeling | Puntenverdeling | Puntenverdeling | Puntenverdeling | Puntenverdeling | Puntenverdeling | Puntenverdeling | Puntenverdeling | Puntenverdeling | Puntenverdeling | Puntenverdeling | Puntenverdeling | Puntenverdeling | Puntenverdeling | Puntenverdeling | Puntenverdeling | Puntenverdeling | Puntenverdeling | Puntenverdeling | Puntenverdeling | Puntenverdeling | Puntenverdeling | Puntenverdeling | Puntenverdeling | Puntenverdeling | Puntenverdeling | Puntenverdeling | Puntenverdeling | Puntenverdeling | Puntenverdeling |
| ----------------------------------------------------------- | --------------- | --------------- | --------------- | --------------- | --------------- | --------------- | --------------- | --------------- | --------------- | --------------- | --------------- | --------------- | --------------- | --------------- | --------------- | --------------- | --------------- | --------------- | --------------- | --------------- | --------------- | --------------- | --------------- | --------------- | --------------- | --------------- | --------------- | --------------- | --------------- | --------------- | --------------- | --------------- | --------------- | --------------- | --------------- |
| Plaats                                                      | 1               | 2               | 3               | 4               | 5               | 6               | 7               | 8               | 9               | 10              | 11              | 12              | 13              | 14              | 15              | 16              | 17              | 18              | 19              | 20              | 21              | 22              | 23              | 24              | 25              | 26              | 27              | 28              | 29              | 30              | 31              | 32              | 33              | 34              | 35              |
| Punten                                                      | 1000            | 800             | 600             | 500             | 450             | 400             | 360             | 320             | 290             | 260             | 240             | 220             | 200             | 180             | 160             | 150             | 140             | 130             | 120             | 110             | 100             | 90              | 80              | 70              | 60              | 50              | 45              | 40              | 36              | 32              | 28              | 26              | 24              | 22              | 20              |
| klasseringen vanaf 36 per positie steeds 0.30 punten minder |                 |                 |                 |                 |                 |                 |                 |                 |                 |                 |                 |                 |                 |                 |                 |                 |                 |                 |                 |                 |                 |                 |                 |                 |                 |                 |                 |                 |                 |                 |                 |                 |                 |                 |                 |

## Mannen

### Algemene wereldbeker
| Seizoen   | Eerste                                                        | Eerste                                                        | Tweede                                                        | Tweede                                                        | Derde                                                         | Derde                                                         |
| --------- | ------------------------------------------------------------- | ------------------------------------------------------------- | ------------------------------------------------------------- | ------------------------------------------------------------- | ------------------------------------------------------------- | ------------------------------------------------------------- |
| 1994/1995 | Er werd in dit seizoen nog geen algemene wereldbeker gehouden | Er werd in dit seizoen nog geen algemene wereldbeker gehouden | Er werd in dit seizoen nog geen algemene wereldbeker gehouden | Er werd in dit seizoen nog geen algemene wereldbeker gehouden | Er werd in dit seizoen nog geen algemene wereldbeker gehouden | Er werd in dit seizoen nog geen algemene wereldbeker gehouden |
| 1995/1996 | Mike Jacoby                                                   | USA                                                           | Stefan Wurzacher                                              | AUT                                                           | Thedo Remmelink                                               | NED                                                           |
| 1996/1997 | Harald Walder                                                 | AUT                                                           | Peter Pechhacker                                              | AUT                                                           | Anton Pogue                                                   | USA                                                           |
| 1997/1998 | Alexander Koller                                              | AUT                                                           | Richard Rikardsson                                            | SWE                                                           | Dieter Moherndl                                               | GER                                                           |
| 1998/1999 | Mathieu Bozzetto                                              | FRA                                                           | Stefan Kaltschütz                                             | AUT                                                           | Ross Powers                                                   | USA                                                           |
| 1999/2000 | Mathieu Bozzetto                                              | FRA                                                           | Nicolas Huet                                                  | FRA                                                           | Felix Stadler                                                 | AUT                                                           |
| 2000/2001 | Jasey-Jay Anderson                                            | CAN                                                           | Walter Feichter                                               | ITA                                                           | Nicolas Huet                                                  | FRA                                                           |
| 2001/2002 | Jasey-Jay Anderson                                            | CAN                                                           | Mathieu Bozzetto                                              | FRA                                                           | Nicolas Huet                                                  | FRA                                                           |
| 2002/2003 | Jasey-Jay Anderson                                            | CAN                                                           | Markus Ebner                                                  | GER                                                           | Lukas Grüner                                                  | AUT                                                           |
| 2003/2004 | Jasey-Jay Anderson                                            | CAN                                                           | Dieter Krassnig                                               | AUT                                                           | Drew Neilson                                                  | CAN                                                           |
| 2004/2005 | Er werd in dit seizoen geen algemene wereldbeker gehouden     | Er werd in dit seizoen geen algemene wereldbeker gehouden     | Er werd in dit seizoen geen algemene wereldbeker gehouden     | Er werd in dit seizoen geen algemene wereldbeker gehouden     | Er werd in dit seizoen geen algemene wereldbeker gehouden     | Er werd in dit seizoen geen algemene wereldbeker gehouden     |
| 2005/2006 | Simon Schoch                                                  | SUI                                                           | Siegfried Grabner                                             | AUT                                                           | Rok Flander                                                   | SLO                                                           |
| 2006/2007 | Simon Schoch                                                  | SUI                                                           | Siegfried Grabner                                             | AUT                                                           | Peetu Piiroinen                                               | FIN                                                           |
| 2007/2008 | Benjamin Karl                                                 | AUT                                                           | Mathieu Bozzetto                                              | FRA                                                           | Pierre Vaultier                                               | FRA                                                           |
| 2008/2009 | Siegfried Grabner                                             | AUT                                                           | Markus Schairer                                               | AUT                                                           | Benjamin Karl                                                 | AUT                                                           |
| 2009/2010 | Benjamin Karl                                                 | AUT                                                           | Pierre Vaultier                                               | FRA                                                           | Andreas Promegger                                             | AUT                                                           |

#### Snelheidsdisciplines
| Seizoen   | Eerste        | Eerste | Tweede             | Tweede | Derde              | Derde |
| --------- | ------------- | ------ | ------------------ | ------ | ------------------ | ----- |
| 2010/2011 | Benjamin Karl | AUT    | Andreas Prommegger | AUT    | Roland Fischnaller | ITA   |

#### Freestyle disciplines
| Seizoen   | Eerste           | Eerste | Tweede                  | Tweede | Derde           | Derde |
| --------- | ---------------- | ------ | ----------------------- | ------ | --------------- | ----- |
| 2010/2011 | Nathan Johnstone | AUS    | Clemens Schattschneider | AUT    | Ryo Aono        | JPN   |
| 2011/2012 | Janne Korpi      | FIN    | Dimi de Jong            | NED    | Petja Piiroinen | FIN   |

### Big air
| Seizoen   | Eerste                           | Eerste | Tweede              | Tweede | Derde             | Derde |
| --------- | -------------------------------- | ------ | ------------------- | ------ | ----------------- | ----- |
| 2001/2002 | Björn Lindgren Andreas Jakobsson | SWE    |                     |        | Sami Tuoriniemi   | FIN   |
| 2002/2003 | Jukka Eratuli                    | FIN    | Sami Tuoriniemi     | FIN    | Florian Mausser   | AUT   |
| 2003/2004 | Simon Ax                         | SWE    | Neil Connolly       | CAN    | Florian Mausser   | AUT   |
| 2004/2005 | Jukka Eratuli                    | FIN    | Matevz Petek        | SLO    | Jaakko Ruha       | FIN   |
| 2005/2006 | Stefan Gimpl                     | AUT    | Ville Uotila        | FIN    | Matevz Petek      | SLO   |
| 2006/2007 | Peetu Piiroinen                  | FIN    | Matevz Petek        | SLO    | Jaakko Ruha       | FIN   |
| 2007/2008 | Stefan Gimpl                     | AUT    | Janne Korpi         | FIN    | Matevz Petek      | SLO   |
| 2008/2009 | Stefan Gimpl                     | AUT    | Marko Grilc         | SLO    | Peetu Piiroinen   | FIN   |
| 2009/2010 | Stefan Gimpl                     | AUT    | Gian-Luca Cavigelli | SUI    | Matevz Pristavec  | SLO   |
| 2010/2011 | Clemens Schattschneider          | AUT    | Sebastien Toutant   | CAN    | Rocco van Straten | NED   |
| 2011/2012 | Janne Korpi                      | FIN    | Petja Piiroinen     | FIN    | Niklas Mattsson   | SWE   |

### Halfpipe
| Seizoen   | Eerste              | Eerste | Tweede           | Tweede | Derde              | Derde |
| --------- | ------------------- | ------ | ---------------- | ------ | ------------------ | ----- |
| 1994/1995 | Lael Gregory        | USA    | Ross Powers      | USA    | Ivan Zeller        | SUI   |
| 1995/1996 | Ross Powers         | USA    | Rob Kingwill     | USA    | Dan Smith          | USA   |
| 1996/1997 | Jonas Gunnarsson    | SWE    | Dan Smith        | USA    | Trevor Andrew      | CAN   |
| 1997/1998 | Fredrik Sterner     | SWE    | Klas Vangen      | NOR    | Kim Christiansen   | NOR   |
| 1998/1999 | Ross Powers         | USA    | Tommy Czeschin   | USA    | Fredrik Sterner    | SWE   |
| 1999/2000 | Thomas Johansson    | SWE    | Magnus Sterner   | SWE    | Fredrik Sterner    | SWE   |
| 2000/2001 | Magnus Sterner      | SWE    | Stefan Karlsson  | SWE    | Jan Michaelis      | GER   |
| 2001/2002 | Jan Michaelis       | GER    | Risto Mattila    | FIN    | Antti Autti        | FIN   |
| 2002/2003 | Xaver Hoffmann      | GER    | Magnus Sterner   | SWE    | Domu Narita        | JPN   |
| 2003/2004 | Risto Mattila       | FIN    | Antti Autti      | FIN    | Xaver Hoffmann     | GER   |
| 2004/2005 | Mathieu Crepel      | FRA    | Jan Michaelis    | GER    | Kazuhiro Kokubo    | JPN   |
| 2005/2006 | Jan Michaelis       | GER    | Xaver Hoffmann   | GER    | Kazuhiro Kokubo    | JPN   |
| 2006/2007 | Ryoh Aono           | JPN    | Kohnei Kudoh     | JPN    | Dolf van der Wal   | NED   |
| 2007/2008 | Iouri Podladtchikov | SUI    | Gregory Bretz    | USA    | Jeff Batchelor     | CAN   |
| 2008/2009 | Ryoh Aono           | JPN    | Nathan Johnstone | AUS    | Gary Zebrowski     | FRA   |
| 2009/2010 | Justin Lamoureux    | CAN    | Janne Korpi      | FIN    | Christophe Schmidt | GER   |
| 2010/2011 | Nathan Johnstone    | AUS    | Ryo Aono         | JPN    | Arthur Longo       | FRA   |
| 2011/2012 | Janne Korpi         | FIN    | Nathan Johnstone | AUS    | Dimi de Jong       | NED   |

### Parallelle slalom/reuzenslalom
| Seizoen                                                                                        | Eerste                                                      | Eerste                                                      | Tweede                                                      | Tweede                                                      | Derde                                                       | Derde                                                       |
| ---------------------------------------------------------------------------------------------- | ----------------------------------------------------------- | ----------------------------------------------------------- | ----------------------------------------------------------- | ----------------------------------------------------------- | ----------------------------------------------------------- | ----------------------------------------------------------- |
| 1994/1995                                                                                      | Mike Jacoby                                                 | USA                                                         | Christoph Behounek                                          | GER                                                         | Rainer Krug                                                 | GER                                                         |
| In de seizoenen 1995/1996 tot en met 1998/1999 werd er geen gezamenlijke wereldbeker opgemaakt |                                                             |                                                             |                                                             |                                                             |                                                             |                                                             |
| 1999/2000                                                                                      | Mathieu Bozzetto                                            | FRA                                                         | Nicolas Huet                                                | FRA                                                         | Felix Stadler                                               | AUT                                                         |
| 2000/2001                                                                                      | In dit seizoen werd geen gezamenlijke wereldbeker opgemaakt | In dit seizoen werd geen gezamenlijke wereldbeker opgemaakt | In dit seizoen werd geen gezamenlijke wereldbeker opgemaakt | In dit seizoen werd geen gezamenlijke wereldbeker opgemaakt | In dit seizoen werd geen gezamenlijke wereldbeker opgemaakt | In dit seizoen werd geen gezamenlijke wereldbeker opgemaakt |
| 2001/2002                                                                                      | Mathieu Bozzetto                                            | FRA                                                         | Dejan Kosir                                                 | SLO                                                         | Felix Stadler                                               | AUT                                                         |
| 2002/2003                                                                                      | Mathieu Bozzetto                                            | FRA                                                         | Dejan Kosic                                                 | SLO                                                         | Markus Ebner                                                | GER                                                         |
| 2003/2004                                                                                      | Siegfried Grabner                                           | AUT                                                         | Mathieu Bozzetto                                            | FRA                                                         | Urs Eiselin                                                 | SUI                                                         |
| 2004/2005                                                                                      | Philipp Schoch                                              | SUI                                                         | Urs Eiselin                                                 | SUI                                                         | Siegfried Grabner                                           | AUT                                                         |
| 2005/2006                                                                                      | Simon Schoch                                                | SUI                                                         | Siegfried Grabner                                           | AUT                                                         | Rok Flander                                                 | SLO                                                         |
| 2006/2007                                                                                      | Simon Schoch                                                | SUI                                                         | Siegfried Grabner                                           | AUT                                                         | Rok Flander                                                 | SLO                                                         |
| 2007/2008                                                                                      | Benjamin Karl                                               | AUT                                                         | Mathieu Bozzetto                                            | FRA                                                         | Andreas Prommegger                                          | AUT                                                         |
| 2008/2009                                                                                      | Siegfried Grabner                                           | AUT                                                         | Benjamin Karl                                               | AUT                                                         | Jasey-Jay Anderson                                          | CAN                                                         |
| 2009/2010                                                                                      | Benjamin Karl                                               | AUT                                                         | Andreas Prommegger                                          | AUT                                                         | Jasey-Jay Anderson                                          | CAN                                                         |
| 2010/2011                                                                                      | Benjamin Karl                                               | AUT                                                         | Andreas Prommegger                                          | AUT                                                         | Roland Fischnaller                                          | ITA                                                         |
| 2011/2012                                                                                      | Andreas Prommegger                                          | AUT                                                         | Roland Fischnaller                                          | ITA                                                         | Benjamin Karl                                               | AUT                                                         |

### Snowboard cross
| Seizoen   | Eerste             | Eerste | Tweede              | Tweede | Derde              | Derde |
| --------- | ------------------ | ------ | ------------------- | ------ | ------------------ | ----- |
| 1996/1997 | Elmar Messner      | ITA    | Alex Voyat          | ITA    | Richard Rikardsson | SWE   |
| 1997/1998 | Alexander Koller   | AUT    | Daniel Biveson      | SWE    | Drew Neilson       | CAN   |
| 1998/1999 | Sylvain Duclos     | FRA    | Magnus Sterner      | SWE    | Ben Wainwright     | CAN   |
| 1999/2000 | Pontus Stahlkloo   | SWE    | Guillaume Nantermod | SUI    | Zeke Steggall      | AUS   |
| 2000/2001 | Pontus Stahlkloo   | SWE    | Jasey-Jay Anderson  | CAN    | Alexander Maier    | AUT   |
| 2001/2002 | Jasey-Jay Anderson | CAN    | Drew Neilson        | CAN    | Aymerick Mermoz    | FRA   |
| 2002/2003 | Xavier Delerue     | FRA    | Jasey-Jay Anderson  | CAN    | Mickael David      | FRA   |
| 2003/2004 | Xavier Delerue     | FRA    | Simone Malusa'      | ITA    | Drew Neilson       | CAN   |
| 2004/2005 | Xavier Delerue     | FRA    | Jasey-Jay Anderson  | CAN    | Nate Holland       | USA   |
| 2005/2006 | Jasey-Jay Anderson | CAN    | Drew Neilson        | CAN    | Xavier Delerue     | FRA   |
| 2006/2007 | Drew Neilson       | CAN    | Nate Holland        | USA    | Pierre Vaultier    | FRA   |
| 2007/2008 | Pierre Vaultier    | FRA    | Stian Sivertzen     | NOR    | Mario Fuchs        | AUT   |
| 2008/2009 | Markus Schairer    | AUT    | Seth Wescott        | USA    | Nick Baumgartner   | USA   |
| 2009/2010 | Pierre Vaultier    | FRA    | Alex Pullin         | AUS    | Graham Watanabe    | USA   |
| 2010/2011 | Alex Pullin        | AUS    | Pierre Vaultier     | FRA    | Jonathan Cheever   | USA   |
| 2011/2012 | Pierre Vaultier    | FRA    | Andrej Boldikov     | RUS    | Nate Holland       | USA   |

### Parallelle reuzenslalom
| Seizoen   | Eerste                                                                | Eerste                                                                | Tweede                                                                | Tweede                                                                | Derde                                                                 | Derde                                                                 |
| --------- | --------------------------------------------------------------------- | --------------------------------------------------------------------- | --------------------------------------------------------------------- | --------------------------------------------------------------------- | --------------------------------------------------------------------- | --------------------------------------------------------------------- |
| 1999/2000 | Mathieu Bozzetto                                                      | FRA                                                                   | Nicolas Huet                                                          | FRA                                                                   | Felix Stadler                                                         | AUT                                                                   |
| 2000/2001 | Er werd dit seizoen geen wereldbeker parallelle reuzenslalom gehouden | Er werd dit seizoen geen wereldbeker parallelle reuzenslalom gehouden | Er werd dit seizoen geen wereldbeker parallelle reuzenslalom gehouden | Er werd dit seizoen geen wereldbeker parallelle reuzenslalom gehouden | Er werd dit seizoen geen wereldbeker parallelle reuzenslalom gehouden | Er werd dit seizoen geen wereldbeker parallelle reuzenslalom gehouden |
| 2001/2002 | Dejan Kosic                                                           | SLO                                                                   | Mathieu Bozzetto                                                      | FRA                                                                   | Siegfried Grabner                                                     | AUT                                                                   |

### Parallelle slalom
| Seizoen   | Eerste           | Eerste | Tweede       | Tweede | Derde              | Derde |
| --------- | ---------------- | ------ | ------------ | ------ | ------------------ | ----- |
| 2000/2001 | Mathieu Bozzetto | FRA    | Nicolas Huet | FRA    | Richard Rikardsson | SWE   |
| 2001/2002 | Mathieu Bozzetto | FRA    | Nicolas Huet | FRA    | Dejan Kosic        | SLO   |

### Reuzenslalom
| Seizoen   | Eerste            | Eerste | Tweede            | Tweede | Derde              | Derde |
| --------- | ----------------- | ------ | ----------------- | ------ | ------------------ | ----- |
| 1994/1995 | Mike Jacoby       | USA    | Peter Pechhacker  | AUT    | Thedo Remmelink    | NED   |
| 1995/1996 | Mike Jacoby       | USA    | Peter Pechhacker  | AUT    | Harald Walder      | AUT   |
| 1996/1997 | Peter Pechhacker  | AUT    | Harald Walder     | AUT    | Ross Rebagliati    | CAN   |
| 1997/1998 | Nicolas Conte     | FRA    | Peter Pechhacker  | AUT    | Harald Walder      | AUT   |
| 1998/1999 | Stefan Kaltschütz | AUT    | Jeff Archibald    | USA    | Mathieu Bozzetto   | FRA   |
| 1999/2000 | Stefan Kaltschütz | AUT    | Mathieu Bozzetto  | FRA    | Nicolas Huet       | FRA   |
| 2000/2001 | Walter Feichter   | ITA    | Stefan Kaltschütz | AUT    | Jasey-Jay Anderson | CAN   |
| 2001/2002 | Dejan Kosir       | SLO    | Markus Ebner      | GER    | Stephen Copp       | SWE   |

### Slalom
| Seizoen   | Eerste             | Eerste | Tweede           | Tweede | Derde            | Derde |
| --------- | ------------------ | ------ | ---------------- | ------ | ---------------- | ----- |
| 1994/1995 | Peter Pichler      | ITA    | Thedo Remmelink  | NED    | Rainer Krug      | GER   |
| 1995/1996 | Peter Pichler      | ITA    | Stefan Wurzacher | AUT    | Maxence Idesheim | FRA   |
| 1996/1997 | Karl Frenademez    | ITA    | Harald Walder    | AUT    | Anton Pogue      | USA   |
| 1997/1998 | Richard Rikardsson | SWE    | Dejan Kosir      | SLO    | Dieter Moherndl  | GER   |
| 1998/1999 | Mathieu Bozzetto   | FRA    | Mathieu Chiquet  | FRA    | Nicolas Huet     | FRA   |

## Vrouwen

### Algemene wereldbeker
| Seizoen   | Eerste                                                        | Eerste                                                        | Tweede                                                        | Tweede                                                        | Derde                                                         | Derde                                                         |
| --------- | ------------------------------------------------------------- | ------------------------------------------------------------- | ------------------------------------------------------------- | ------------------------------------------------------------- | ------------------------------------------------------------- | ------------------------------------------------------------- |
| 1994/1995 | Er werd in dit seizoen nog geen algemene wereldbeker gehouden | Er werd in dit seizoen nog geen algemene wereldbeker gehouden | Er werd in dit seizoen nog geen algemene wereldbeker gehouden | Er werd in dit seizoen nog geen algemene wereldbeker gehouden | Er werd in dit seizoen nog geen algemene wereldbeker gehouden | Er werd in dit seizoen nog geen algemene wereldbeker gehouden |
| 1995/1996 | Karine Ruby                                                   | FRA                                                           | Manuela Riegler                                               | AUT                                                           | Birgit Herbert                                                | AUT                                                           |
| 1996/1997 | Karine Ruby                                                   | FRA                                                           | Sondra Van Ert                                                | USA                                                           | Manuela Riegler                                               | AUT                                                           |
| 1997/1998 | Karine Ruby                                                   | FRA                                                           | Manuela Riegler                                               | AUT                                                           | Ursula Fingerlos                                              | AUT                                                           |
| 1998/1999 | Manuela Riegler                                               | AUT                                                           | Karine Ruby                                                   | FRA                                                           | Ursula Fingerlos                                              | AUT                                                           |
| 1999/2000 | Manuela Riegler                                               | AUT                                                           | Isabelle Blanc                                                | FRA                                                           | Margherita Parini                                             | ITA                                                           |
| 2000/2001 | Karine Ruby                                                   | FRA                                                           | Carmen Ranigler                                               | ITA                                                           | Rosey Fletcher                                                | USA                                                           |
| 2001/2002 | Karine Ruby                                                   | FRA                                                           | Doresia Krings                                                | AUT                                                           | Doris Günther                                                 | AUT                                                           |
| 2002/2003 | Karine Ruby                                                   | FRA                                                           | Doresia Krings                                                | AUT                                                           | Ursula Fingerlos                                              | AUT                                                           |
| 2003/2004 | Julie Pomagalski                                              | FRA                                                           | Lindsey Jacobellis                                            | USA                                                           | Doresia Krings                                                | AUT                                                           |
| 2004/2005 | Er werd in dit seizoen geen algemene wereldbeker gehouden     | Er werd in dit seizoen geen algemene wereldbeker gehouden     | Er werd in dit seizoen geen algemene wereldbeker gehouden     | Er werd in dit seizoen geen algemene wereldbeker gehouden     | Er werd in dit seizoen geen algemene wereldbeker gehouden     | Er werd in dit seizoen geen algemene wereldbeker gehouden     |
| 2005/2006 | Daniela Meuli                                                 | SUI                                                           | Julie Pomagalski                                              | FRA                                                           | Manuela Laura Pesko                                           | SUI                                                           |
| 2006/2007 | Doresia Krings                                                | AUT                                                           | Heidi Neururer                                                | AUT                                                           | Fränzi Mägert-Kohli                                           | SUI                                                           |
| 2007/2008 | Nicolien Sauerbreij                                           | NED                                                           | Lindsey Jacobellis                                            | USA                                                           | Heidi Neururer                                                | AUT                                                           |
| 2008/2009 | Doris Günther                                                 | AUT                                                           | Lindsey Jacobellis                                            | USA                                                           | Amelie Kober                                                  | GER                                                           |
| 2009/2010 | Maëlle Ricker                                                 | CAN                                                           | Nicolien Sauerbreij                                           | NED                                                           | Doris Günther                                                 | AUT                                                           |

#### Snelheidsdisciplines
| Seizoen   | Eerste                  | Eerste | Tweede            | Tweede | Derde               | Derde |
| --------- | ----------------------- | ------ | ----------------- | ------ | ------------------- | ----- |
| 2010/2011 | Jekaterina Toedegesjeva | RUS    | Dominique Maltais | CAN    | Fränzi Mägert-Kohli | SUI   |

#### Freestyle disciplines
| Seizoen   | Eerste      | Eerste | Tweede            | Tweede | Derde        | Derde |
| --------- | ----------- | ------ | ----------------- | ------ | ------------ | ----- |
| 2010/2011 | Cai Xuetong | CHN    | Holly Crawford    | AUS    | Sun Zhifeng  | CHN   |
| 2011/2012 | Cai Xuetong | CHN    | Queralt Castellet | ESP    | Emma Bernard | FRA   |

### Halfpipe
| Seizoen   | Eerste                | Eerste | Tweede              | Tweede | Derde                         | Derde   |
| --------- | --------------------- | ------ | ------------------- | ------ | ----------------------------- | ------- |
| 1994/1995 | Sabrina Sadeghi       | USA    | Annemarie Uliasz    | USA    | Cammy Potter                  | USA     |
| 1995/1996 | Carolien van Kilsdonk | NED    | Annemarie Uliasz    | USA    | Lori Glazier                  | CAN     |
| 1996/1997 | Tara Teigen           | CAN    | Sabrina Sadeghi     | USA    | Maëlle Ricker                 | CAN     |
| 1997/1998 | Doriane Vidal         | FRA    | Sabine Wehr-Hasler  | GER    | Stine Brun Kjeldaas           | NOR     |
| 1998/1999 | Tricia Byrnes         | USA    | Doriane Vidal       | FRA    | Kim Stacey                    | USA     |
| 1999/2000 | Sabine Wehr-Hasler    | GER    | Tricia Byrnes       | USA    | Anna Hellman                  | SWE     |
| 2000/2001 | Sabine Wehr-Hasler    | GER    | Stine Brun Kjeldaas | NOR    | Lesley McKenna                | GBR     |
| 2001/2002 | Nicola Pederzolli     | AUT    | Sabine Wehr-Hasler  | GER    | Valerie Bourdier              | FRA     |
| 2002/2003 | Manuela Laura Pesko   | SUI    | Soko Yamaoka        | JPN    | Paulina Ligocka               | POL     |
| 2003/2004 | Soko Yamaoka          | JPN    | Torah Bright        | AUS    | Lesley McKenna                | GBR     |
| 2004/2005 | Melo Imai             | JPN    | Manuela Laura Pesko | SUI    | Soko Yamaoka                  | JPN     |
| 2005/2006 | Manuela Laura Pesko   | SUI    | Paulina Ligocka     | POL    | Sophie Rodriguez              | FRA     |
| 2006/2007 | Manuela Laura Pesko   | SUI    | Holly Crawford      | AUS    | Paulina Ligocka               | POL     |
| 2007/2008 | Manuela Laura Pesko   | SUI    | Liu Jiayu           | CHN    | Queralt Castellet             | ESP     |
| 2008/2009 | Liu Jiayu             | CHN    | Shiho Nakashima     | JPN    | Sophie Rodriguez Soko Yamaoka | FRA JPN |
| 2009/2010 | Cai Xuetong           | CHN    | Sun Zhifeng         | CHN    | Holly Crawford                | AUS     |
| 2010/2011 | Cai Xuetong           | CHN    | Holly Crawford      | AUS    | Sun Zhifeng                   | CHN     |
| 2011/2012 | Cai Xuetong           | CHN    | Queralt Castellet   | ESP    | Emma Bernard                  | FRA     |

### Parallelle slalom/reuzenslalom
| Seizoen                                                                                        | Eerste                                                      | Eerste                                                      | Tweede                                                      | Tweede                                                      | Derde                                                       | Derde                                                       |
| ---------------------------------------------------------------------------------------------- | ----------------------------------------------------------- | ----------------------------------------------------------- | ----------------------------------------------------------- | ----------------------------------------------------------- | ----------------------------------------------------------- | ----------------------------------------------------------- |
| 1994/1995                                                                                      | Marion Posch                                                | ITA                                                         | Heidi Renoth                                                | GER                                                         | Marcella Boerma                                             | NED                                                         |
| In de seizoenen 1995/1996 tot en met 1998/1999 werd er geen gezamenlijke wereldbeker opgemaakt |                                                             |                                                             |                                                             |                                                             |                                                             |                                                             |
| 1999/2000                                                                                      | Isabelle Blanc                                              | FRA                                                         | Manuela Reigler                                             | AUT                                                         | Karine Ruby                                                 | FRA                                                         |
| 2000/2001                                                                                      | In dit seizoen werd geen gezamenlijke wereldbeker opgemaakt | In dit seizoen werd geen gezamenlijke wereldbeker opgemaakt | In dit seizoen werd geen gezamenlijke wereldbeker opgemaakt | In dit seizoen werd geen gezamenlijke wereldbeker opgemaakt | In dit seizoen werd geen gezamenlijke wereldbeker opgemaakt | In dit seizoen werd geen gezamenlijke wereldbeker opgemaakt |
| 2001/2002                                                                                      | Ursula Bruhin                                               | SUI                                                         | Nicolien Sauerbreij                                         | NED                                                         | Isabelle Blanc                                              | FRA                                                         |
| 2002/2003                                                                                      | Ursula Bruhin                                               | SUI                                                         | Nicolien Sauerbreij                                         | NED                                                         | Heidi Renoth                                                | GER                                                         |
| 2003/2004                                                                                      | Daniela Meuli                                               | SUI                                                         | Ursula Bruhin                                               | SUI                                                         | Julie Pomagalski                                            | FRA                                                         |
| 2004/2005                                                                                      | Daniela Meuli                                               | SUI                                                         | Ursula Bruhin                                               | SUI                                                         | Doris Günther                                               | AUT                                                         |
| 2005/2006                                                                                      | Doresia Krings                                              | AUT                                                         | Heidi Neururer                                              | AUT                                                         | Marion Kreiner                                              | AUT                                                         |
| 2006/2007                                                                                      | Amelie Kober                                                | GER                                                         | Heidi Neururer                                              | AUT                                                         | Nicolien Sauerbreij                                         | NED                                                         |
| 2007/2008                                                                                      | Nicolien Sauerbreij                                         | NED                                                         | Heidi Neururer                                              | AUT                                                         | Claudia Riegler                                             | AUT                                                         |
| 2008/2009                                                                                      | Amelie Kober                                                | GER                                                         | Doris Günther                                               | AUT                                                         | Tomoka Takeuchi                                             | JPN                                                         |
| 2009/2010                                                                                      | Nicolien Sauerbreij                                         | NED                                                         | Doris Günther                                               | AUT                                                         | Fränzi Mägert-Kohli                                         | SUI                                                         |
| 2010/2011                                                                                      | Jekaterina Toedegesjeva                                     | RUS                                                         | Fränzi Mägert-Kohli                                         | SUI                                                         | Marion Kreiner                                              | AUT                                                         |
| 2011/2012                                                                                      | Patrizia Kummer                                             | SUI                                                         | Amelie Kober                                                | GER                                                         | Julia Dujmovits                                             | AUT                                                         |

### Snowboard cross
| Seizoen   | Eerste             | Eerste | Tweede             | Tweede | Derde               | Derde |
| --------- | ------------------ | ------ | ------------------ | ------ | ------------------- | ----- |
| 1996/1997 | Karine Ruby        | FRA    | Manuela Riegler    | AUT    | Sondra Van Ert      | USA   |
| 1997/1998 | Ursula Fingerlos   | AUT    | Manuela Riegler    | AUT    | Nicolien Sauerbreij | NED   |
| 1998/1999 | Ursula Fingerlos   | AUT    | Manuela Riegler    | AUT    | Sophia Bergdahl     | SWE   |
| 1999/2000 | Sandra Farmand     | GER    | Carmen Ranigler    | ITA    | Manuela Riegler     | AUT   |
| 2000/2001 | Karine Ruby        | FRA    | Sandra Farmand     | GER    | Marie Laissus       | FRA   |
| 2001/2002 | Doresia Krings     | AUT    | Marie Laissus      | FRA    | Ursula Fingerlos    | AUT   |
| 2002/2003 | Karine Ruby        | FRA    | Olivia Nobs        | SUI    | Déborah Anthonioz   | FRA   |
| 2003/2004 | Karine Ruby        | FRA    | Julie Pomagalski   | FRA    | Lindsey Jacobellis  | USA   |
| 2004/2005 | Doresia Krings     | AUT    | Déborah Anthonioz  | FRA    | Carmen Ranigler     | ITA   |
| 2005/2006 | Dominique Maltais  | CAN    | Maëlle Ricker      | CAN    | Doresia Krings      | AUT   |
| 2006/2007 | Lindsey Jacobellis | USA    | Tanja Frieden      | SUI    | Maëlle Ricker       | CAN   |
| 2007/2008 | Maëlle Ricker      | CAN    | Lindsey Jacobellis | USA    | Mellie Francon      | SUI   |
| 2008/2009 | Lindsey Jacobellis | USA    | Maëlle Ricker      | CAN    | Sandra Frei         | SUI   |
| 2009/2010 | Maëlle Ricker      | CAN    | Helene Olafsen     | NOR    | Dominique Maltais   | CAN   |
| 2010/2011 | Dominique Maltais  | CAN    | Aleksandra Jekova  | BUL    | Lindsey Jacobellis  | USA   |
| 2011/2012 | Dominique Maltais  | CAN    | Maëlle Ricker      | CAN    | Aleksandra Jekova   | BUL   |

### Parallelle reuzenslalom
| Seizoen   | Eerste                                                                | Eerste                                                                | Tweede                                                                | Tweede                                                                | Derde                                                                 | Derde                                                                 |
| --------- | --------------------------------------------------------------------- | --------------------------------------------------------------------- | --------------------------------------------------------------------- | --------------------------------------------------------------------- | --------------------------------------------------------------------- | --------------------------------------------------------------------- |
| 1999/2000 | Isabelle Blanc                                                        | FRA                                                                   | Manuela Riegler                                                       | AUT                                                                   | Karine Ruby                                                           | FRA                                                                   |
| 2000/2001 | Er werd dit seizoen geen wereldbeker parallelle reuzenslalom gehouden | Er werd dit seizoen geen wereldbeker parallelle reuzenslalom gehouden | Er werd dit seizoen geen wereldbeker parallelle reuzenslalom gehouden | Er werd dit seizoen geen wereldbeker parallelle reuzenslalom gehouden | Er werd dit seizoen geen wereldbeker parallelle reuzenslalom gehouden | Er werd dit seizoen geen wereldbeker parallelle reuzenslalom gehouden |
| 2001/2002 | Isabelle Blanc                                                        | FRA                                                                   | Doris Günther                                                         | AUT                                                                   | Karine Ruby                                                           | FRA                                                                   |

### Parallelle slalom
| Seizoen   | Eerste          | Eerste | Tweede       | Tweede | Derde          | Derde |
| --------- | --------------- | ------ | ------------ | ------ | -------------- | ----- |
| 2000/2001 | Carmen Ranigler | ITA    | Karine Ruby  | FRA    | Rosey Fletcher | USA   |
| 2001/2002 | Karine Ruby     | FRA    | Heidi Renoth | GER    | Isabelle Blanc | FRA   |

### Reuzenslalom
| Seizoen   | Eerste                | Eerste | Tweede            | Tweede | Derde            | Derde |
| --------- | --------------------- | ------ | ----------------- | ------ | ---------------- | ----- |
| 1994/1995 | Karine Ruby           | FRA}   | Amalie Kulawik    | GER    | Alexandra Krings | AUT   |
| 1995/1996 | Karine Ruby           | FRA    | Sondra Van Ert    | USA    | Ursula Fingerlos | AUT   |
| 1996/1997 | Karine Ruby           | FRA    | Margherita Parini | ITA    | Sondra Van Ert   | USA   |
| 1997/1998 | Karine Ruby           | FRA    | Isabelle Blanc    | FRA    | Lidia Trettel    | ITA   |
| 1998/1999 | Margherita Parini     | ITA    | Karine Ruby       | FRA    | Sondra Van Ert   | USA   |
| 1999/2000 | Margherita Parini     | ITA    | Karine Ruby       | FRA    | Manuela Riegler  | AUT   |
| 2000/2001 | Karine Ruby           | FRA    | Marion Posch      | ITA    | Sondra Van Ert   | USA   |
| 2001/2002 | Steffi Von Siebenthal | SUI    | Heidi Renoth      | GER    | Lisa Kosglow     | USA   |

### Slalom
| Seizoen   | Eerste          | Eerste | Tweede          | Tweede | Derde           | Derde |
| --------- | --------------- | ------ | --------------- | ------ | --------------- | ----- |
| 1994/1995 | Marcella Boerma | NED    | Heidi Renoth    | GER    | Karine Ruby     | FRA   |
| 1995/1996 | Karine Ruby     | FRA    | Marcella Boerma | NED    | Manuela Riegler | AUT   |
| 1996/1997 | Karine Ruby     | FRA    | Heidi Renoth    | GER    | Marion Posch    | ITA   |
| 1997/1998 | Karine Ruby     | FRA    | Marion Posch    | ITA    | Manuela Riegler | AUT   |
| 1998/1999 | Marion Posch    | ITA    | Karine Ruby     | FRA    | Manuela Riegler | AUT   |

1994/1995 ·
1995/1996 ·
1996/1997 ·
1997/1998 ·
1998/1999 ·
1999/2000 ·
2000/2001 ·
2001/2002 ·
2002/2003 ·
2003/2004 ·
2004/2005 ·
2005/2006 ·
2006/2007 ·
2007/2008 ·
2008/2009 ·
2009/2010 ·
2010/2011 ·
2011/2012 ·
2012/2013 ·
2013/2014 ·
2014/2015 ·
2015/2016 ·
2016/2017 ·
2017/2018 ·
2018/2019 ·
2019/2020 ·
2020/2021 ·
2021/2022 ·
2022/2023 ·
2023/2024 ·
2024/2025
Alpineskiën ·
Biatlon ·
Bobsleeën ·
Freestyleskiën ·
Langlaufen ·
Noordse combinatie ·
Rodelen ·
Schaatsen ·
Schansspringen ·
Shorttrack ·
Skeleton ·
Snowboarden ·
Telemarken